# Хьосо
Хьосо (кор. 효소, 孝昭, Hyoso, Hyoso; 687–702) — корейський правитель, тридцять другий володар (ван) держави Сілла (третій ван об'єднаної Сілли).

## Біографія
Був старшим сином вана Сінмуна та його другої дружини Сінмок.
Продовжував заходи зі зміцнення централізації влади. Як і його попередники, Хьосо стикнувся з опором аристократії, лідери якої підбурювали заколоти. Наприклад, улітку 700 року високопосадовця на ім'я Кьоньйон було звинувачено в зраді та страчено. До інтриг також, імовірно, був причетний головний міністр держави, за що його було усунуто від посади.
За правління Хьосо було відновлено дружні стосунки з китайською династії Тан. Сілла регулярно надсилала данину танському імператору. Окрім того підтримувались стосунки з японцями, про що свідчить історична хроніка Сьоку Ніхонґі.
Хьосо помер восени 702 року. Оскільки він не мав синів, трон успадкував його молодший брат Сондок.